# Siederia alpicolella
Espèce
Synonymes
- Solenobia alpicolella (Rebel, 1919)
- Solenobia meieri (Sieder, 1955)
- Brevantennia sacatilis (Sieder, 1955)

Siederia alpicolella est un papillon de nuit de la famille des Psychidae. On le trouve en France, en Autriche, en Suisse et en Slovénie.
Son envergure est de 14  à   15 mm. Les ailes antérieures sont d'un gris-marron brillant avec des taches blanches et les ailes postérieures sont grises.